# Obrium posticum saigonense
Obrium posticum saigonense es una subespecie de escarabajo longicornio del género Obrium, categorizada en la tribu Obriini, de la subfamilia Cerambycinae. Fue descrita por Pic en 1933.

## Descripción
Mide 11 mm de longitud.

## Distribución
Se distribuye por Laos y Vietnam.